# Xã Glenwood, Quận Pope, Minnesota
Xã Glenwood (tiếng Anh: Glenwood Township) là một xã thuộc quận Pope, tiểu bang Minnesota, Hoa Kỳ. Năm 2010, dân số của xã này là 1.058 người.